# Ūrkat Ḩājjī
Ūrkat Ḩājjī (persiska: وركَت حاجّی) är en ort i Iran.   Den ligger i provinsen Golestan, i den norra delen av landet, 270 km nordost om huvudstaden Teheran. Antalet invånare är 269.
Terrängen runt Ūrkat Ḩājjī är mycket platt. Runt Ūrkat Ḩājjī är det ganska tätbefolkat, med 144 invånare per kvadratkilometer. Närmaste större samhälle är Bandar-e Torkaman, 4,3 km väster om Ūrkat Ḩājjī. Trakten runt Ūrkat Ḩājjī består till största delen av jordbruksmark.